# Jackass Forever
Jackass Forever is een Amerikaanse speelfilm uit 2022, die werd geregisseerd door Jeff Tremaine, en geproduceerd door Tremaine, Spike Jonze, en Johnny Knoxville. De film werd uitgebracht door Paramount Pictures. Het is het vierde deel in de Jackass-filmreeks. In de film spelen originele Jackass-leden Johnny Knoxville, Steve-O, Chris Pontius, Dave England, Wee Man, Danger Ehren en Preston Lacy naast enkele nieuwkomers en beroemde gasten. De film bevat een cameo-optreden van origineel Jackass-lid Bam Margera, die werd ontslagen tijdens de productie van de film. Ook was dit de eerste film zonder Ryan Dunn die in de eerste 3 films meedeed maar in 2011 kwam te overlijden.
Jackass Forever ging in première op 1 februari 2022 in het TCL Chinese Theatre in Hollywood (Californië) en werd op 4 februari in de bioscoop uitgebracht. De film zou oorspronkelijk niet in in Belgische cinemazalen komen, dit kondigden zowel Kinepolis als Paramount Pictures België aan.  Exacte redenen hiervoor werden er niet gegeven. Begin maart 2022 werd het voor Belgische bioscoopbezoekers toch mogelijk om de film te bekijken ook al waren er hier geen plannen voor.
De film werd goed ontvangen door critici, en velen beschouwden het als de beste film van de franchise.

## Stunts
De film begint met wat lijkt op een stad die wordt aangevallen door een gigantisch Godzilla-achtig monster. In werkelijkheid zijn het de genitaliën van Chris Pontius die groen zijn geverfd om eruit te zien als een monster. Mensen slaan op de vlucht en soldaten openen de aanval tegen het penismonster. Steve-O verstopt zich in een chemisch toilet en wordt geslagen door de staart van het monster, waardoor het toilet omvalt en hij bedekt raakt met uitwerpselen. Wee Man en Dave England worden door een explosie vanaf het dak van een theater de lucht in geschoten. Danger Ehren wordt door Americanfootballspeler Jalen Ramsey getackeld en komt in een fruitkraam terecht. Preston Lacy wordt tijdens het vluchten bekogeld met een brandende medicijnbal. Soldaten Jasper Dolphin en Rachel Wolfson worden per ongeluk opgeblazen door een granaat. Op den duur ejaculeert het penismonster en raken soldaten Poopies, Zach Holmes, Eric Manaka, de rest van de soldaten en skater Tony Hawk bedekt met sperma. Generaal Johnny Knoxville blijft als enige over en wordt uiteindelijk "platgedrukt" tegen een raam door het penismonster. De intro eindigt wanneer de "Pontiusaurus" wordt gebeten door een alligatorschildpad.
Steve-O en anderen benoemen dat het meer dan twintig jaar geleden is dat met Jackass werd begonnen, maar ze ondanks hun hogere leeftijd nu nog steeds in zijn voor gekke stunts.
1. Human Ramp - Dave England en Danger Ehren liggen bovenop Preston Lacy en Sean "Poopies" McInerney ligt bovenop Johnny Knoxville. Leunend op hen wordt een hellende plank geplaatst. David Gravette gebruikte de hellingen vervolgens als schans. Skateboarder Nick Merlino rijdt eveneens met zijn board over de hellingen. Ten slotte rijdt Zach Holmes met een bromfiets over de schans en crasht.
2. Dum Dum Game - Poopies, Danger Ehren en Wee Man dragen alleen hun overhemden en ondergoed terwijl Johnny Knoxville hen uitdaagt om triviale vragen te beantwoorden. Wie een fout antwoord geeft, krijgt een gemotoriseerde peddel in het kruis wanneer Knoxville op de knop drukt.
3. Ball Launcher - Johnny Knoxville wacht tot Steve-O zijn trailer verlaat, waarna Knoxville met een voetbalkanon een bal naar het hoofd van Steve-O lanceert.
4. Silence of the Lambs - Johnny Knoxville verzamelt de jongens in een kamer waar dierentrainer Jules Sylvester een giftige ratelslang tevoorschijn haalt. Knoxville zegt dat hij gaat proberen een koekje van het hoofd van de slang te halen. In werkelijkheid sluit hij de jongens in het donker op terwijl hij en de crewleden een nachtkijker dragen en ze in de maling nemen. Ze gooien onder meer rubberen slangen naar hen en delen schokken uit met een taser. Zach Holmes probeert na een veronderstelde slangenbeet de kamer te ontvluchten, waarna hij terechtkomt tussen knikkers en muizenvallen.
5. Body Surfing - Zach Holmes, Jasper Dolphin, Poopies en Eric Manaka glijden om de beurt van een grote, hellende slip 'n slide, waarna ze in het zand belanden.
6. Bee Bush - Steve-O kleedt zich uit en plaatst een bijenkoningin op zijn kruis. Tientallen bijen klemmen zich vervolgens vast en prikken in Steve-O's penis.
7. Bad Grandpa Goes Furniture Shopping - Johnny Knoxville vermomt zich tot de bejaarde Irving Zisman, waarbij Rachel Wolfson zijn kleindochter speelt en Zach Holmes zich voordoet als een medewerker van een meubelwinkel. Knoxville zit op een zitzakstoel wanneer Zach van een hoogwerker valt. Daardoor wordt Knoxville de lucht in gelanceerd en knalt door het plafond. De nietsvermoedende winkelmedewerkers en klanten kijken met verbazing toe.
8. Musical Chair Bags - Rachel Wolfson treedt op als dj terwijl Wee Man, Dave England, Jasper Dolphin, en skater Nick Merlino stoelendans doen. De airbags in de stoelen exploderen en de jongens vliegen daardoor allen de lucht in.
9. Flight of Icarus - Johnny Knoxville trekt nepvleugels aan en neemt plaats in een kanon om het verhaal na te bootsen van Icarus die te dicht bij de zon vliegt.
10. Backdrop Slam - Eric Manaka rijdt op een fiets met volle snelheid tegen een neppe muur aan.
11. The Quiet Game - Rachel Wolfson, Poopies en Steve-O zijn gekleed als mimespelers en moeten stunts doen zonder geluid te maken. Eerst moet Rachel haar tong op een stroomstootwapen plaatsen. Johnny Knoxville laat Poopies daarna een slang kussen. Ten slotte moet Steve-O zich onderwerpen aan de "Skateboard Guillotine", waarbij Knoxville een skateboard op zijn schenen laat vallen.
12. Zackass - Zach Holmes probeert met een deltavlieger over cactussen heen te vliegen.
13. The Cup Test - Danger Ehren moet een toque om zijn kruis plaatsen en testen hoe goed deze werkt. Ten eerste haalt Knoxville de zwaargewicht MMA-vechter Francis Ngannou erbij, die bekendstaat om de hardste stoot ooit tijdens een van zijn gevechten. De volgende test wordt uitgevoerd met behulp van professioneel softbalster Danielle O'Toole, die bekendstaat om haar harde en snelle worp. Bij de derde test slaat hockeyspeler P.K. Subban een hockeypuck in het kruis van Ehren. Ten slotte laat Ehren zijn Jackass-collega Dave England met een pogo-stick op zijn ballen springen.
14. Exploding Port-a-Potty - Steve-O gaat een chemisch toilet binnen dat is opgetuigd om te ontploffen.
15. Underwater Fart Explosion - Pyrotechnisch expert Tory Belleci laat Steve-O in een tank met water plaatsnemen, waarna met een apparaat gassen worden opgevangen die voor een explosie moeten zorgen.
16. Hammock Throw - De cast zwaait gewelddadig met een hangmat terwijl skater Aaron "Jaws" Homoki erin ligt. Hij laat de hangmat los, vliegt de lucht in en klapt op de grond.
17. The Spider Helmet - Jasper Dolphin's vader en voormalig veroordeelde Compston "Dark Shark" Wilson en Danger Ehren laten door een buis met elkaar verbonden helmen op hun hoofden plaatsen. Een tarantula wordt in de buis geplaatst, waarna beide heren moeten proberen de spin naar de ander toe te blazen. De verliezer moet een spinnenbeet ondergaan.
18. Telephone Pole - Johnny Knoxville doet zich vanuit een hoogwerker voor als elektricien en vraagt een vrouw in de buurt om hulp om hem naar beneden te krijgen. De vrouw raakt enkele hendels van de hoogwerker aan, waarna Knoxville valt en aan zijn been blijft hangen.
19. Dirty Dancing - Wee Man is klaar om samen met Preston Lacy een scène uit Dirty Dancing na te doen. Nog voordat er iets gebeurt, bevuilt Preston zichzelf per ongeluk.
20. The Marching Band - Johnny Knoxville, Bam Margera, Steve-O, Jasper Dolphin, Dave England en Chris Pontius springen om de beurt met muziekinstrumenten op een snelle loopband voor renpaarden.
21. Airbag Surprise - Komiek Eric André haalt een drankje bij een foodtruck te gaan. Als de medewerkster hem zijn drankje geeft, ontvouwt zich een airbag die Eric in het gezicht raakt.
22. Nut Sack Punching Bag - Preston Lacy's testikels worden gebruikt als bokszak in een mini-gym door Johnny Knoxville die een zaagmachine gebruikt met neparmen eraan om Preston's ballen te "slaan".
23. Bicycle Backhand - Steve-O en muzikant Machine Gun Kelly rijden op hometrainers met grote schuimhanden aan de voorkant. Hoe harder de een trapt, hoe sneller de ander door de hand van de fiets wordt geslagen.
24. The Triple Wedgie - Wee Man staat op grondniveau en is met zijn onderbroek vastgebonden aan touw, waaraan Preston Lacy en Zach Holmes ook zijn vastgebonden. Terwijl Preston en Zach vanaf een hoogte naar beneden springen, wordt Wee Man aan zijn ondergoed omhoog getrokken. Alle drie krijgen daardoor een wedgie.
25. Scorpion Botox - Chris Pontius levert een schorpioen aan om in Rachel Wolfson's lippen te steken.
26. Toilet Geyser - Dave England neemt plaats op een toilet op een rommelmarkt in het bijzijn van nietsvermoedende toeschouwers. Even later ontploft het toilet en dat zorgt ervoor dat Dave omhoogvliegt.
27. Hurricane Slide - Jasper Dolphin probeert met een parachute van een gladde helling af te glijden, terwijl een stel enorme ventilatoren langs de baan zijn geplaatst. Hij komt daardoor los van de grond. Poopies probeert van de helling af te waterskiën.
28. Fist Bump - Eric Manaka probeert een kickflip uit te voeren met zijn skateboard, maar wordt neergeslagen door een persoon die vermomd is als gigantische gele vuist.
29. Wee Man's Sacrifice - Wee Man is vastgebonden aan de grond. Chris Pontius en Steve-O legden stukken vlees op zijn lichaam. Vervolgens laten ze een gier los om het vlees op te eten.
30. How to Milk a Pig - Chris Pontius drinkt een glas varkenssperma.
31. Electric Tap Dance - Tyler, the Creator voegt zich als pianist zijnde bij de groep wanneer Dave England, Preston Lacy, Eric Manaka en Jasper Dolphin een gesynchroniseerde dans doen op een dansvloer die elektrische schokken afgeeft.
32. The Boar-Kake - Dave England krijgt tijdens een interview nietsvermoedend een grote lading varkenssperma over zich heen.
33. The Lie Detector Test - Ehren McGhehey zit vast in een stoel met een elektrisch halsband om. Johnny Knoxville onderwerpt Ehren aan een leugendetectortest. Op een gegeven moment giet Knoxville honing over Ehren heen en legt hij zalm bij zijn kruis. Daarna wordt een beer de ruimte ingelaten, die de honing van Ehrens lichaam en de zalm van zijn kruis eet.
34. The Mush - Chris Pontius legt zijn penis tussen twee glazen platen die aan elkaar worden geschroefd. Hij en Johnny Knoxville gebruiken het vervolgens als tafeltennisbatje.
35. The Magic Trick - Johnny Knoxville probeert een goocheltruc uit te voeren voor een stier, die hem vervolgens omver loopt.
36. Vomitron - Zach Holmes, Dave England, Eric Manaka, Poopies, Steve-O en Jasper Dolphin drinken melk terwijl ze zijn vastgebonden aan een snelle carrousel. Als ze beginnen te braken, openen de andere aanwezigen de aanval met paintballgeweren, een tennisbalkanon en meerdere explosies.

Tijdens de aftiteling wordt getoond hoe sommige van de stunts in de film werden volbracht. Ook enkele clips van soortgelijke stunts uit eerdere producties worden getoond. De aftiteling eindigt met een nagedachtenis aan Ryan Dunn, het crewlid dat in de eerste drie Jackass-films speelde en in 2011 kwam te overlijden.

## Productie

### Ontwikkeling
In 2018 zei Johnny Knoxville dat hij open stond voor het maken van een vierde Jackass-film met mogelijk een aantal nieuwe castleden, "gewoon om er wat vers bloed in te brengen". Hij zei dat hij doorging met het schrijven van ideeën voor stunts en dat er "een ton" opzij is gezet mocht het project groen licht krijgen. In juli 2019 zei voormalig castlid Chris Raab dat hij de Jackass-crew had geïnterviewd op zijn Bathroom Break-podcast en merkte op dat iedereen nog steeds open stond voor een vierde film als Knoxville, Jeff Tremaine en Spike Jonze het daarmee eens waren. Eind 2019 ontmoette Knoxville Tremaine en bracht een 200 pagina's tellend document met concepten uit voor een vierde Jackass-film. Ze kwamen overeen om met de hele cast twee dagen te filmen om te bepalen "of het nog steeds goed voelt" om Jackass 4 te maken. "Eerlijk gezegd, na slechts vijf minuten filmen waren we klaar om ons in te zetten voor het maken van een film", zei Tremaine.
In mei 2021 verklaarde Knoxville dat de film zijn laatste bijdrage aan de Jackass-franchise zou zijn. "Je kunt maar zoveel risico's nemen voordat er iets onomkeerbaars gebeurt," zei Knoxville. "Ik heb het gevoel dat ik enorm veel geluk heb gehad dat ik de risico's heb genomen die ik heb genomen en nog steeds rondloop." Tijdens zijn optreden op 12 juli 2021 op Jimmy Kimmel Live!, onthulde Knoxville de titel van de film en toonde de eerste officiële foto's.

### Casting
Op 25 mei bevestigde Knoxville zes nieuwe castleden. De nieuwe cast bestaat uit: Jasper Dolphin van Loiter Squad en zijn vader Compston "Dark Shark" Wilson, een ex-gevangene; Eric Manaka, die een rol speelde in de film Action Point van Knoxville; stand-upcomedian Rachel Wolfson; Zach Holmes uit Too Stupid to Die; en surfer Sean "Poopies" McInerney die eerder was verschenen in de Jackass Shark Week-special. Het project werd aanvankelijk gepresenteerd als een mogelijke jubileumspecial, en de nieuwe cast kreeg later te horen dat het een film zou zijn.

### Blessures
Wee Man zei dat van alle Jackass-films dat "deze de meeste pijn deed". Tijdens de twee dagen van de testopname brak skater Aaron "Jaws" Homoki zijn hand en kreeg een hersenschudding. Op de tweede filmdag waren Steve-O en Johnny Knoxville allebei opgenomen in het ziekenhuis. Steve-O brak ook zijn sleutelbeen, maar deze scène was verwijderd en is de zien in de verwijderde scènes sectie. Dave England brak een tand na de "Toilet Geyser". Ehren McGhehey had zijn rechtertestikel gescheurd na een van de "Cup Tests". Knoxville raakte geblesseerd na een rodeostunt op de boerderij van Gary Leffew. Nadat hij onderuitgehaald werd door een stier liep hij een gebroken pols, een gebroken rib, een hersenschudding en een hersenbloeding op. Zach Holmes kreeg een infectie nadat hij over de cactussen probeerde te deltavliegen. Dave England verbrandde zijn rechterhand in de intro. Skater Aaron "Jaws" Homoki had zijn rechterhand ook verbrand in een verwijderde scène. Cameraman Rick Kosick brak zijn enkel in de intro.

### Verwijderde scènes
Scènes die gefilmd waren, maar nog nooit vertoont zijn: Bam Margera die in een donkere kamer zit opgesloten zodat ze hem voor de gek kunnen houden als onderdeel van "Silence of the Lambs"; Chris Pontius die nietsvermoedend een bouwtoilet ingaat die ontploft; Dave England, en nieuwe castleden Sean "Poopies" McInerney en Eric Manaka die een scheet onder water proberen aan te steken; Ehren McGhehey en Poopies die het tegen elkaar opnemen in de "Bicycle Backhand"; Johnny Knoxville, en nieuw castlid Rachel Wolfson die een elektrische sidderaal aanraken; en Knoxville die Eric Manaka als menselijke surfplank gebruikt tijdens de Jackass 4.5 intro.

## Cast & crew
De cast uit de vorige films keert terug. Daarnaast maken ook enkele nieuwe gezichten hun opwachting. Het originele Jackass-lid Ryan Dunn kwam in 2011 te overlijden, maar is wel via archiefbeelden tijdens de aftiteling te zien is. Bam Margera is eveneens op die wijze zichtbaar. Hij werd in augustus 2020 ontslagen tijdens de productie van de film. Daardoor verschijnt hij naast de archiefbeelden slechts in één scène, "The Marching Band", waarbij hij als onderdeel van een fanfare op een draaiende loopband springt. Margera was ook aanwezig voor de stunt "Silence of the Lambs" gekoppeld met Steve-O, maar zijn scènes werden niet vertoont in de film. Hij is ook in de achtergrond van "The Triple Wedgie", maar werd grotendeels verwijderd uit de stunt. Van Bam Margera, Ryan Dunn, Brandon DiCamillo en Rake Yohn zijn ook archiefbeelden te zien in de credits.

### Hoofdrollen
- Johnny Knoxville
- Steve-O
- Chris Pontius
- Dave England
- Wee Man
- Danger Ehren
- Preston Lacy
- Sean "Poopies" McInerney
- Zach Holmes
- Jasper Dolphin
- Rachel Wolfson
- Eric Manaka

### Gastoptredens
- Compston "Dark Shark" Wilson (Jaspers vader)
- Skateboarders Nick Merlino, David Gravette en Aaron "Jaws" Homoki
- Comédiennes Natalie Palamides en Courtney Pauroso
- Dierentrainers Jules Sylvester, Scott Handley en Gary Leffew
- Rob Dyrdek
- Eric André
- Francis Ngannou
- Danielle O'Toole
- P.K. Subban
- Tory Belleci
- Machine Gun Kelly
- Tyler, the Creator
- Choreografen Brandon Leffler en Michael Rooney
- Parks Bonifay
- Bam Margera
- Arthur H. Spiegel III (producer Spike Jonze's vader)
- Lionel Boyce

Cameo's in de openingsscène bevatten Arthur H. Spiegel III, Errol Chatham, Alia Shawkat, Jalen Ramsey, Otmara Marrero, DJ Paul, Sean Malto, Mike Carroll, Breana Geering, Rick Howard, Travis "Taco" Bennett, Syd Bennett, Vincent Alvarez en Tony Hawk.

### Crew
Crewleden die ook in beeld verschenen:
- Regisseur, schrijver en producer Jeff Tremaine
- Producer en schrijver Spike Jonze
- Co-producent en fotograaf Sean Cliver
- Uitvoerend producenten Greg "Guch" Iguchi en Shanna Zablow Newton
- Adviserende producent Trip Taylor
- Cameramannen Dimitry Elyashkevich, Lance Bangs en Rick Kosick
- Chris Raab (ook bekend als Raab Himself), terugkerend castlid in de Jackass tv-serie en Jackass: The Movie, dient nu als cameraman
- MTV-producer Brent Stoller
- Assistent vastgoedmeester Mike Kassak
- Microfoongiekoperateur Seamus Frawley
- Eerste adjunct-regisseur Joe Osborne
- Stunt coördinator Charles Grisham

### Afwezigen
Personen die structureel voorkwamen in eerdere films, maar nu afwezig zijn:
- Origineel castlid Ryan Dunn, die in juni 2011 kwam te overlijden
- Komiek Rip Taylor, die in oktober 2019 kwam te overlijden
- BMX'er Mat Hoffman, die in het ziekenhuis lag tijdens de opnames van Jackass Forever
- Roofdierenexpert Manny Puig, die op de intensive care lag met COVID-19
- Terugkerend castlid Loomis Fall
- Brandon Novak, Rake Yohn en Brandon DiCamillo (goede vrienden van Bam Margera)
- Bam's ouders April en Phil en zijn oudere broer Jess
- Acteur Jack Polick
- Componist Sam Spiegel (het jongere broertje van producent Spike Jonze)
- Geassocieerde producent Greg Wolf
- Uitvoerend producent Derek Freda

Joe Frantz, hoofdcameraman van de CKY video's, werd gevraagd als cameraman voor de film, maar had dit afgewezen omdat hij bezig was met het schrijven van zijn boek, en met het filmen van een documentaire over Brandon Novak. Frantz was ook cameraman voor Jackass Number Two (2006), Jackass 2.5 (2007), Jackass 3D (2010) en Jackass 3.5 (2011).

## Trivia
- Dit is de eerste Jackass film zonder Ryan Dunn. Hij overleed op 20 juni 2011.
- Dit is ook de eerste Jackass film zonder gastoptreden van komiek Rip Taylor. Hij overleed op 6 oktober 2019.
- Chris Raab is de enige lid van de CKY Crew die volledig meedoet aan de film. Hij was een cameraman en had een korte gastoptreden in de aftiteling.
- Het originele plan was om voor Johnny Knoxville de "Cup Tests" te doen zoals in de Jackass TV show. Dit was niet gebeurt omdat hij geopereerd werd aan een hernia vlak voor dit gefilmd werd.
- Dave England verloor een tand vlak voor de opnames van de film.
- De eerste twee testopnamedagen waren gefilmd in Rob Dyrdek's huis.
- Ehren McGhehey voert de meeste stunts uit van de originele cast en Chris Pontius voert de minste stunts uit. Sean "Poopies" McInerney voert de meeste stunts uit van de nieuwe cast en Rachel Wolfson de minste.
- Ehren McGhehey zat voor ongeveer 30 minuten vast in de kamer met de beer.
- Het duurde langer dan een jaar voor Johnny Knoxville om iemand met de ballenkanon te raken.
- Voormalig bokser Mike Tyson was gepland om Ehren McGhehey een stoot tegen zijn ballen te geven als onderdeel van de "Cup Tests". Dit gebeurde niet omdat Mike niet op tijd aanwezig kon zijn.
- Het duurde 5 takes om de "Triple Wedgie" scène succesvol uit te voeren. Op de eerste take vloog Wee Man uit zijn onderbroek.
- Dave England, Preston Lacy, Eric Manaka en Jasper Dolphin kregen voor 4 dagen dansles van danser Michael Rooney voor de "Electric Tap Dance" scène.
- Wee Man en Poopies waren beide gepland om mee te doen aan de "Marching Band" scène. Voordat dit gefilmd werd, testte Poopies de loopband en raakte geblesseerd. Toen dit gebeurde zei regisseur en producent Jeff Tremaine dat Wee Man hier beter niet aan kan meedoen omdat hij waarschijnlijk nog erger geblesseerd zou raken.
- Voormalig basketballer Shaquille O'Neal wou graag tegen Johnny Knoxville boksen in deze film.
- De introscène kostte 3 miljoen dollar in totaal.
- De "Dum Dum Game" en Zach Holmes' cactusstunt zouden eerst niet voorkomen in de film, maar werden uiteindelijk toch wel vertoont.
- De nieuwe castleden zijn natuurlijk jonger dan de originele castleden. Toen deze film uitkwam was Poopies 35, Zach Holmes was 30, Jasper Dolphin was 31, Eric Manaka was 22 en Rachel Wolfson was 35. Jaspers vader Compston "Dark Shark" Wilson is de oudste van de hele cast. Hij was 53 toen deze film uitkwam.
- Cameraman en coproducent Dimitry Elyashkevich schreef een liedje getiteld "The Forever Song" met de volledige cast. Het nummer gaat over hoe Jackass begon en hoe ze na meer dan 10 jaar een vierde film maakten.

## Jackass 4.5
Jackass 4.5 bestaat uit scènes die niet vertoond, maar wel gefilmd waren voor Jackass Forever en interviews met de cast en filmploeg. Het kwam uit op 20 mei 2022 op Netflix.
De film begint met de hele cast die een strandfeest heeft en stunts uitvoert. De intro eindigt met Johnny Knoxville die een krab op Zach Holmes' gezicht plaatst, terwijl Zach tot zijn nek in het zand is begraven.

### Toegevoegde scènes
1. Fire In The Holes - Dave England, Preston Lacy, Sean "Poopies" McInerney en skater Aaron "Jaws" Homoki krijgen chilisaus in hun reet.
2. Human Long Jump - Preston Lacy en Zach Holmes gaan verspringen terwijl de rest van de cast in hun weg ligt.
3. Dongpong - Dave England en Poopies plaatsen hun lullen tussen twee glazen platen die aan elkaar worden vastgeschroefd. Ze plaatsen een pingpongnetje in het midden en gebruiken het als pingpongtafel.
4. Electric Eel - Wee Man en Ehren McGhehey staan in een doorzichtig badkuip. Wee Man steekt vervolgens een sleutel in Ehren's reet en raakt de elektrische paling aan die in het water rondzwemt.
5. COVID Safety Meeting - De cast houdt een vergadering om de COVID-19 maatregelen te bespreken. Uit het niets blaast een springkussen op onder de tafel waar ze aan zitten.
6. Knoxville Slaps Poopies - Johnny Knoxville slaat Poopies nietsvermoedend van achteren.
7. Mega Antique - De cast heeft een bijeenkomst. Ze krijgen nietsvermoedend meel over hun heen.
8. Virtual Reality - Zach Holmes zet een VR headset op. Hij wordt beschoten door verf en glitters.
9. Horse-Kake - Wee Man krijgt nietsvermoedend paardensperma over zich heen gegoten.
10. Dark Shark vs The Bear - Jasper Dolphin's vader Compston "Dark Shark" Wilson wordt opgesloten in een kamer. Vervolgens wordt er een beer losgelaten in de kamer.
11. Porta-Potty Explosion 1 - Komiek Eric André gaat een bouwtoilet in dat opgetogen is om te exploderen.
12. Big Game Hunting - Preston Lacy, Wee Man en Zach Holmes zijn verkleed als olifanten. De cast jaagt vervolgens op hun.
13. Porta-Potty Explosion 2 - Ehren McGhehey gaat een bouwtoilet in dat is opgetogen om te exploderen.
14. Swingset Gauntlet - Johnny Knoxville, Jasper Dolphin, Dave England en skater Nick Merlino proberen aan de overkant van een schommel set te komen terwijl leden van de cast aan het schommelen zijn.
15. Fire Alarm - Johnny Knoxville, verkleed als zijn opa personage Irving Zisman, luidt het brandalarm van een bejaardentehuis recht voor zijn nietsvermoedende verzorger. Een aantal naakte oude mannen lopen ineens naar buiten.
16. Ballknocker - Preston Lacy en Zach Holmes worden de lucht in gehesen. Wee Man wordt tussen hun in de lucht in gehesen. Preston en Zachs touw worden vervolgens losgelaten waardoor ze Wee Man pletten.
17. Dine and Dash - Steve-O stopt een vis in zijn reet en laat een roofvogel de vis aanvallen.
18. Eagle Eyebrow Wax - Steve-O's wenkbrauwen worden gewaxt door een adelaar.
19. Hot Shit Water Skiing - Poopies en wakeboarder Parks Bonifay gaan waterskiën op een ramp terwijl ze een jetpack op hun rug hebben.
20. Boxing Glove Arrow - Johnny Knoxville schiet een pijl van een boog met een bokshandschoen aan het eind tegen Jasper Dolphin's hoofd.
21. Bowling Ball Cup Test - Ehren McGhehey krijgt een bowlingbal tegen zijn geslachtsdeel door bowlster Missy Parkin.
22. I'll Show Me - Poopies staat op een trapladder met een moker in zijn handen. Hij slaat de trapladder met de moker en valt.
23. Zach Sashimi - De cast plaatst eten op Zach Holmes' lichaam. Hij wordt ingewikkeld met doorzichtige plastic. Daarna gaat hij oefeningen doen en begint te zweten. Rachel Wolfson, Chris Pontius en Steve-O nemen vervolgens een hapje.
24. Watch Bad Grandpa - Een dame moet op Johnny Knoxville (verkleed als Irving Zisman) letten. Irving komt vast te zitten op een bushalte. Hij probeert een sigaretje te roken maar zijn mouw vliegt in de fik.
25. Human Baseball - Regisseur en producent Jeff Tremaine schildert Zach Holmes als een honkbal. Zach wordt daarna getrokken door een auto en knalt tegen Wee Man en Johnny Knoxville die hem moeten vangen.
26. Human Horse Hurdles - Dave England, Steve-O en Jasper Dolphin doen de handstand. Een paard spring vervolgens over hun.
27. Blindfold Race - Steve-O, Wee Man, Jasper Dolphin en Poopies doen blinddoeken om en denken dat ze in een vrije pad een race gaan houden. Terwijl ze de blinddoeken om hebben, plaatst de rest van de cast verschillende voorwerpen op het pad.
28. Nude Roll - Chris Pontius, Dave England, Steve-O, Poopies en skater Nick Merlino koprollen naakt van een heuvel in slow motion.
29. Waste Condom Drop - Steve-O vult een condoom met uitwerpselen van zijn campers riooltank. Hij probeert de condoom op zijn hoofd te laten vallen.
30. Down The Clown - Tennisster Shannon Gibbs smasht tennisballen naar leden van de cast die verkleed zijn als clowns.
31. The Brick Drop - Dave England, Chris Pontius, Poopies en Steve-O staan op een steiger. Ze hebben touw om hun lul en ballen geknoopt aan een baksteen die ze vervolgens naar beneden laten vallen. Twee touwen zijn echter te kort.

De film eindigt met Johnny Knoxville, Jasper Dolphin en zijn vader Compston "Dark Shark" Wilson die gaan skydiven. Dark Shark heeft erge vliegangst en hoogtevrees. Jasper, Knoxville, de piloot en overige skydivers laten het lijken alsof alles fout gaat om met Dark Shark te dollen.

### Cast
- Johnny Knoxville
- Steve-O
- Chris Pontius
- Dave England
- Wee Man
- Preston Lacy
- Ehren McGhehey
- Sean "Poopies" McInerney
- Jasper Dolphin
- Zach Holmes
- Rachel Wolfson
- Eric Manaka

#### Gastoptredens
- Compston "Dark Shark" Wilson, Jaspers vader
- Eric André
- Tony Hawk
- Parks Bonifay
- Strider Wasilewski
- Nick Merlino
- Aaron "Jaws" Homoki
- David Gravette
- Courtney Pauroso
- Natalie Palamides
- James Woodard
- Don Ruffin
- Missy Parkin
- Scarlett Walker
- Shannon Gibbs
- Boyd Willat
- Jules Sylvester
- Machine Gun Kelly

#### Crewleden die in beeld verschijnen
- Regisseur en producent Jeff Tremaine
- Producent Spike Jonze
- Coproducent en fotograaf Sean Cliver
- Adviserend producent Trip Taylor
- Cameramannen Dimitry Elyashkevich, Rick Kosick, Lance Bangs, Greg "Guch" Iguchi en Shasta Spahn
- Audiomixer Cordell Mansfield
- Makeup artiest Tony Gardner
- Special effects supervisor Elia P. Popov

### Trivia
- Tijdens de "Brick Drop" scène zegt Dave England dat hij maar 1 bal heeft. Hij verloor zijn bal in een snowboardongeluk in Nieuw-Zeeland in 1997.
- Bam Margera is te horen op de achtergrond van de "Brick Drop" scène.
- Rachel Wolfson en Johnny Knoxville raakten allebei ook de elektrische paling aan. Dit werd niet vertoond omdat ze allebei er niet op reageerden.
- Muzikant Post Malone was gepland om een gastoptreden te maken in Jackass 4.5. Hij was gepland om een lul te tatoeëren op 1 van Steve-O's gewaxte wenkbrauwen. Dit gebeurde niet omdat Johnny Knoxville zei dat er al te veel "lul scènes" waren.